# Anthracothorax
Anthracothorax là một chi chim trong họ Trochilidae.